# Heinrich Auspitz
Heinrich Auspitz (ur. 2 września 1835 w Nikolsburgu, zm. 22 maja 1886 w Wiedniu) – austriacki lekarz, dermatolog. Opisał objaw znany dziś jako objaw Auspitza.
Studiował medycynę na Uniwersytecie Wiedeńskim, w 1863 został przyjęty na stanowisko privatdozenta na macierzystej uczelni, gdzie wykładał dermatologię. W 1872 został mianowany dyrektorem kliniki ogólnej w Wiedniu, a gdy tylko pojawił się wakat na wydziale uniwersytetu, w 1875 awansował na stanowisko profesora nadzwyczajnego.

## Wybrane prace
- Anatomie des Blatternprozesses. Virchow's Archiv 1863
- Die Lehren vom syphilitischen Kontagium. Wien 1865
- Die Zelleninfiltration der Lederhaut bei Lupus, Syphilis und Skrofulose. Med. Jahrbb. Wien 1866
- System der Hautkrankheiten. Wien 1881